# Walter Roth (Senator)
Walter Roth (* 15. November 1922 in Nürnberg; † 17. Mai 1994 in Bruck in der Oberpfalz) war ein deutscher Gewerkschafter.
Nach dem Besuch der Volks- und Oberrealschule trat Roth 1940 in die bayerische Finanzverwaltung ein, legte die Anstellungsprüfung für den gehobenen Dienst ab, und war danach als Steuerinspektor tätig. 1952 schied er auf eigenen Wunsch aus dem Staatsdienst aus, um Gewerkschaftssekretär beim DGB im Landesbezirk Bayern zu werden, dieses Amt führte er bis 1985 aus. Beim DGB Bayern leitete er zudem die Abteilung für Beamte und öffentlichen Dienst. Er gehörte außerdem einigen Ausschüssen und Kuratorien an. Von 1963 bis 1985 war er Mitglied des Bayerischen Senats, ab 1970 war er dort zweiter Vizepräsident.